# Le Mesnil-Caussois
Pour les articles homonymes, voir Mesnil.
Le Mesnil-Caussois est une ancienne commune française, située dans le département du Calvados en région Normandie, devenue le 1er janvier 2017 une commune déléguée au sein de la commune nouvelle de Noues de Sienne.
Elle est peuplée de 114 habitants.

## Géographie
La commune est à l'ouest du Bocage virois, entre Saint-Sever-Calvados au sud-ouest et Landelles-et-Coupigny au nord. Le bourg est à 11 kilomètres à l'ouest de Vire.
Le territoire est à l'écart des principaux axes locaux. Il est traversé par la route départementale no 295 permettant de rejoindre Saint-Sever-Calvados au sud-ouest et Étouvy au nord-est. Le bourg y est relié par une voie communale. L'accès le plus proche à l'A84 vers Caen est à Pont-Farcy (échangeur 39) à 13 km au nord, et vers Rennes à La Colombe (échangeur 38) à 17 km à l'ouest. Le sud du territoire est traversé par la ligne Paris-Granville.
Le Mesnil-Caussois est dans le bassin de la Vire, par son sous-affluent la Cunes (affluent de la Drôme) qui délimite le territoire à l'ouest et au nord. Son affluent, le ruisseau de la Fontaine au Chien, sillonne le territoire communal du sud au nord.
Le point culminant (196 m) se situe au sud, au mont Cavelon. Le point le plus bas (98 m) correspond à la sortie du territoire de la Cunes au nord-est. La commune est bocagère.
Le climat est océanique, comme dans tout l'Ouest de la France. La station météorologique la plus proche est Granville-Pointe du Roc, à 42 km, mais Caen-Carpiquet est à moins de 60 km. Le Bocage virois s'en différencie toutefois pour la pluviométrie annuelle qui, au Mesnil-Caussois, avoisine les 1 100 mm.
| Sept-Frères (comm. nouv. de Noues de Sienne)          | Sept-Frères (comm. nouv. de Noues de Sienne)       | Landelles-et-Coupigny (sur quelques dizaines de mètres), Le Mesnil-Benoist (comm. nouv. de Noues de Sienne) |
| Sept-Frères (comm. nouv. de Noues de Sienne)          | du Mesnil-Caussois                                 | Mesnil-Clinchamps (comm. nouv. de Noues de Sienne)                                                          |
| Saint-Sever-Calvados (comm. nouv. de Noues de Sienne) | Mesnil-Clinchamps (comm. nouv. de Noues de Sienne) | Mesnil-Clinchamps (comm. nouv. de Noues de Sienne)                                                          |

## Toponymie
La forme Mesnillum Chauceis est attestée en 1278. L'ancien français « Mesnil », toponyme très répandu en France, notamment en Normandie, à partir de Mansionem, le bas latin a créé un nouveau terme dérivé du mot latin mansionile, diminutif de mansio, demeure, habitation, maison. Devenu en français médiéval maisnil, mesnil, « maison avec terrain ».
Le gentilé est Causséen.

## Histoire
Le 1er janvier 2017, Le Mesnil-Caussois intègre avec neuf autres communes la commune de Noues de Sienne créée sous le régime juridique des communes nouvelles instauré par la loi no 2010-1563 du 16 décembre 2010 de réforme des collectivités territoriales. Les communes de Champ-du-Boult, Le Gast, Courson, Fontenermont, Mesnil-Clinchamps, Le Mesnil-Caussois, Le Mesnil-Benoist, Saint-Manvieu-Bocage, Saint-Sever-Calvados et Sept-Frères deviennent des communes déléguées et Saint-Sever-Calvados est le chef-lieu de la commune nouvelle.

## Politique et administration
| Période                                  | Période       | Identité       | Étiquette | Qualité  |
| ---------------------------------------- | ------------- | -------------- | --------- | -------- |
| Les données manquantes sont à compléter. |               |                |           |          |
| 1965                                     | mars 2008     | André Cruet    | SE        |          |
| mars 2008                                | décembre 2016 | Roger Langlois | SE        | Retraité |

Le conseil municipal était composé de onze membres dont le maire et deux adjoints. Ces conseillers intègrent au complet le conseil municipal de Noues de Sienne le 1er janvier 2017 jusqu'en 2020 et Roger Langlois devient maire délégué.

## Démographie
L'évolution du nombre d'habitants est connue à travers les recensements de la population effectués dans la commune depuis 1793. À partir du 1er janvier 2009, les populations légales des communes sont publiées annuellement dans le cadre d'un recensement qui repose désormais sur une collecte d'information annuelle, concernant successivement tous les territoires communaux au cours d'une période de cinq ans. 
Pour les communes de moins de 10 000 habitants, une enquête de recensement portant sur toute la population est réalisée tous les cinq ans, les populations légales des années intermédiaires étant quant à elles estimées par interpolation ou extrapolation. Pour la commune, le premier recensement exhaustif entrant dans le cadre du nouveau dispositif a été réalisé en 2007,.
En 2021, la commune comptait 114 habitants, en évolution de −12,98 % par rapport à 2015 (Calvados : +1,58 %, France hors Mayotte : +2,49 %).
Le Mesnil-Caussois a compté jusqu'à 459 habitants en 1831.
| 1793 | 1800 | 1806 | 1821 | 1831 | 1836 | 1841 | 1846 | 1851 |
| ---- | ---- | ---- | ---- | ---- | ---- | ---- | ---- | ---- |
| 268  | 250  | 292  | 266  | 459  | 295  | 281  | 232  | 234  |

| 1856 | 1861 | 1866 | 1872 | 1876 | 1881 | 1886 | 1891 | 1896 |
| ---- | ---- | ---- | ---- | ---- | ---- | ---- | ---- | ---- |
| 227  | 220  | 218  | 203  | 214  | 220  | 214  | 205  | 190  |

| 1901 | 1906 | 1911 | 1921 | 1926 | 1931 | 1936 | 1946 | 1954 |
| ---- | ---- | ---- | ---- | ---- | ---- | ---- | ---- | ---- |
| 182  | 175  | 180  | 164  | 166  | 185  | 175  | 177  | 180  |

| 1962 | 1968 | 1975 | 1982 | 1990 | 1999 | 2007 | 2012 | 2017 |
| ---- | ---- | ---- | ---- | ---- | ---- | ---- | ---- | ---- |
| 151  | 164  | 135  | 129  | 110  | 103  | 125  | 122  | 138  |

| 2019 | - | - | - | - | - | - | - | - |
| ---- | - | - | - | - | - | - | - | - |
| 116  | - | - | - | - | - | - | - | - |

## Lieux et monuments
- Église Saint-Pierre (XIVe siècle, remaniée), inscrite aux Monuments historiques[13]. Devant la porte d'entrée, trois anciennes pierres tombales retiennent l'attention. La première présente gravés un marteau et des tenailles, et une inscription de 1554 en gothique arrondi : L M Vcc LIIII : I : C M F P C C P. Les dernières lettres pourraient signifier : « m'a fait placer contre cette porte ». La seconde pierre tombale présente une grande croix, quelques caractères curieux et les lettres M L. La troisième pierre montre quant à elle un dessin géométrique très curieux.
- La commune compte trois calvaires : l'un dans le cimetière autour de l'église, daté de 1605, la croix Samson, qui est de la même époque, et la croix Montois. Cette ancienne croix de pèlerinage, située en limite communale, au bord d'un chemin qui menait au mont Saint-Michel, a été restaurée en décembre 2011.